# Porto Cristo
Porto Cristo (o Puerto de Manacor) es una localidad y pedanía española perteneciente al municipio de Manacor, en la parte oriental de Mallorca, comunidad autónoma de las Islas Baleares. En plena costa mediterránea, cerca de esta localidad se encuentran los núcleos de La Marineta, Cala Anguila-Cala Mandía, Cala Romántica, s'Illot-Cala Morlanda, s'Illot, sa Coma y Son Carrió.
Es uno de los puntos clave de las rutas turísticas por encontrarse en la localidad las cuevas del Drach y las cuevas dels Hams.  Políticamente se rige bajo una junta de distrito, una entidad local menor, dentro del municipio de Manacor.

## Topónimo
El nombre de Puerto de Manacor (Port de Manacor en catalán) llegó a ser oficial, y viene dado por ser el principal puerto de la ciudad a la que pertenece. El nombre de Porto Cristo viene del desembarco de una embarcación con una imagen de Cristo y de una de la Virgen con el Niño en brazos, hacia el año 1260. Los tripulantes de la embarcación, mientras estaban en una fuerte tormenta en alta mar, prometieron que dejarían las imágenes del Cristo y la Virgen si llegaban con vida a algún puerto; finalmente llegaron sanos y salvos a la bahía de la cala Manacor, por lo que allí cedieron las imágenes tal y como prometieron. El nombre proviene del latín porto, de portare y cristo en referencia a la imagen desembarcada, pues para entonces aún no se había fundado el pueblo. Actualmente se encuentra en la iglesia de los Dolores, en Manacor.

## Geografía
La localidad está situada en una importante zona turística entre la Costa de los Pinos y Cala Murada.

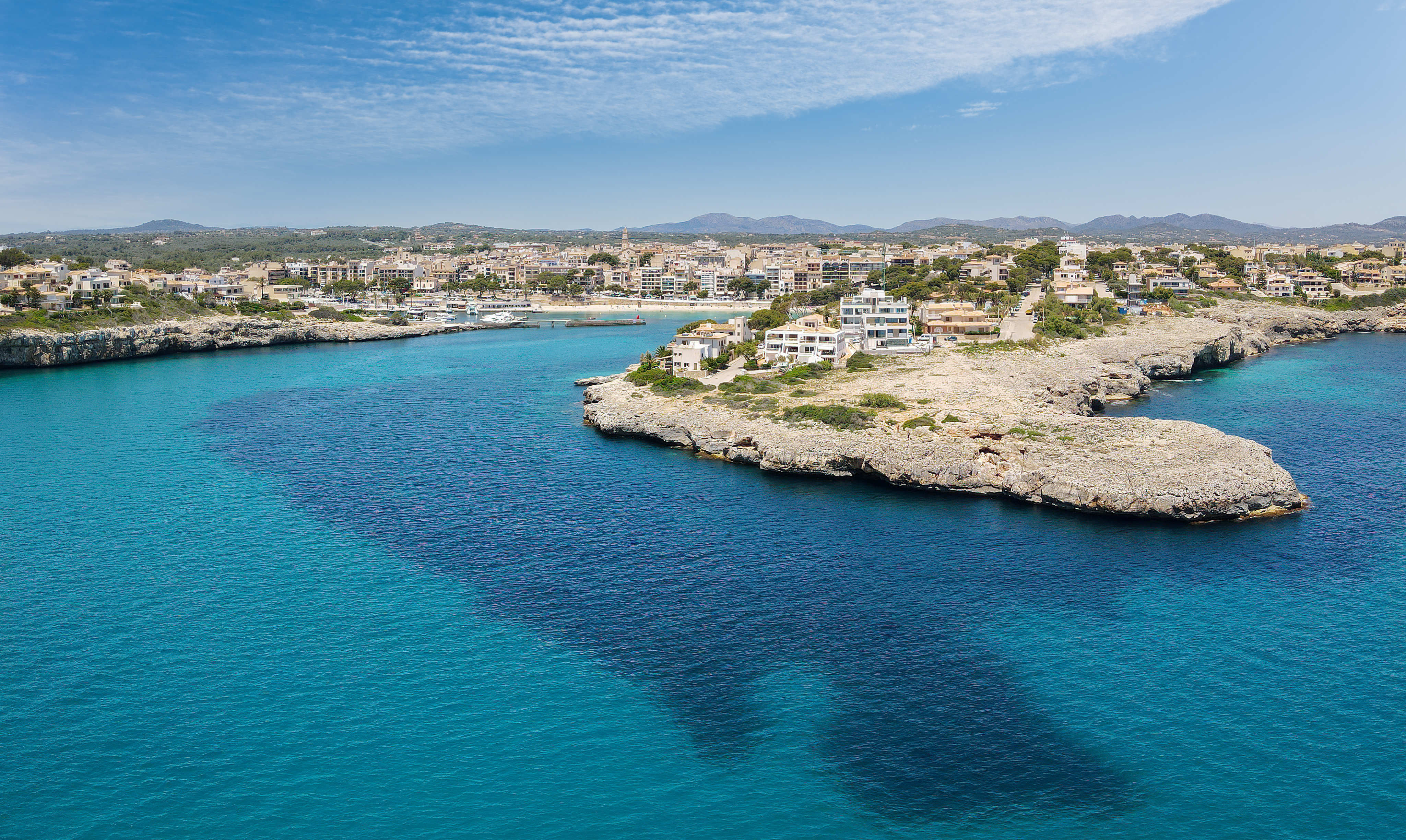
Bahía de Porto Cristo

Su pequeña bahía se abre hacia el sureste y parece casi cerrada por la derecha, por una gran peña llamada Es Morro de Sa Carabassa. En su extremo se levanta un faro construido en 1951. El desnivel (llamado punta d'es Pelats) cierra parcialmente el muelle del Porto Cristo y un brazo de mar se adentra unos cuatrocientos metros hacia el oeste y tuerce después, en un ángulo recto, en dirección norte prolongándose unos trescientos metros más.
Esta zona difícilmente navegable, constituye el último vestigio primitivo del puerto, que ha ido cegándose con el tiempo a causa de las tierras del aluvión, convertidas hoy en vados y en pequeñas huertas, al final de la depresión, que alcanza unos dos kilómetros, a la altura de las cuevas dels Hams, se creía se encontraba el muelle durante la dominación romana.
Por carretera está comunicado de norte a sur por 4 vías:
- Ma-4023 hacia Son Servera (9 km).
- Ma-4024 hacia Son Carrió (6 km).
- Ma-4020 hacia Manacor (12 km).
- Ma-4014 hacia Porto Colom (18 km).

## Historia

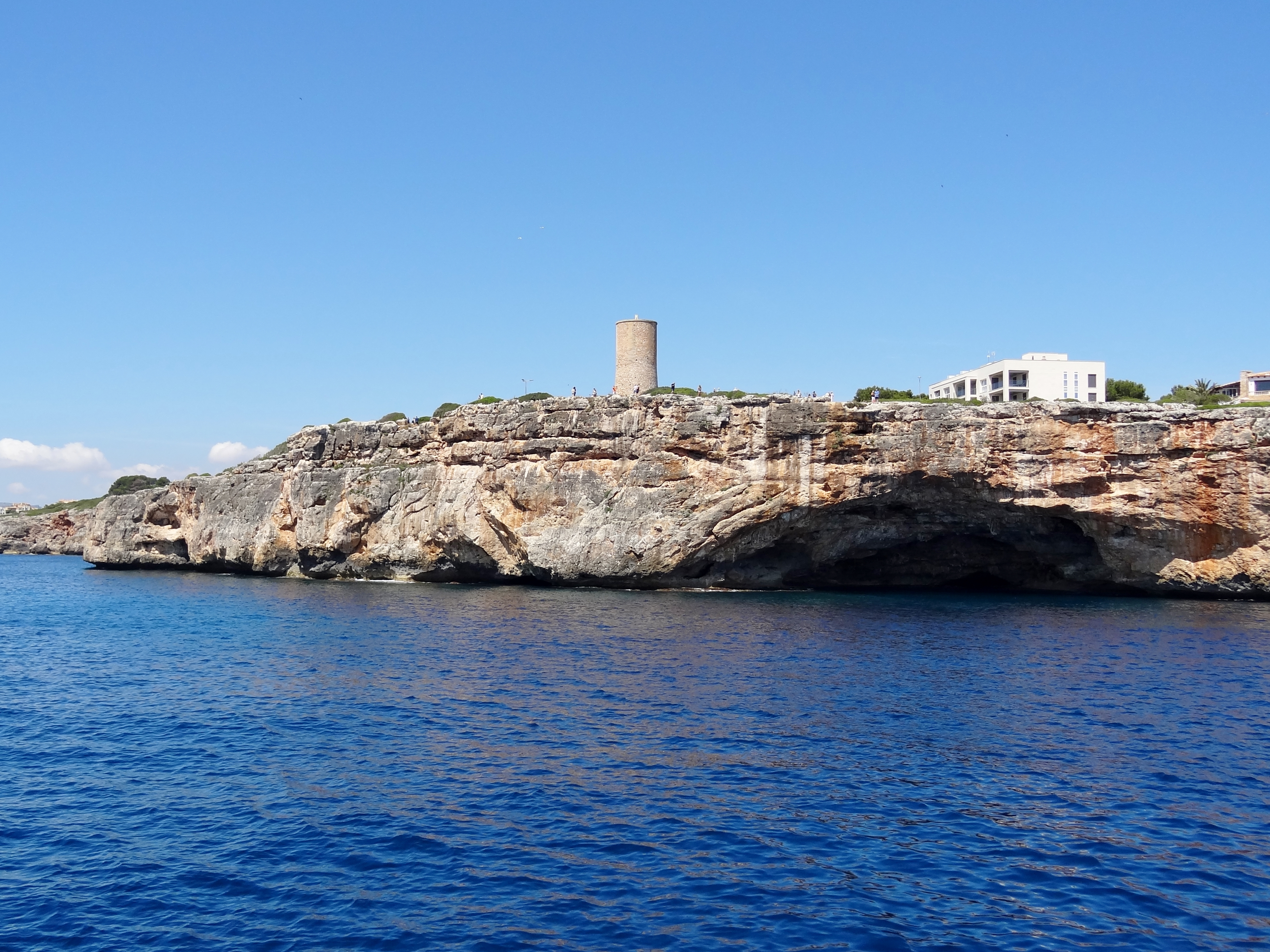
Torre dels Falcons.

En el año 1577 se construyó la Torre dels Falcons, una torre de vigilancia y señales que formaba parte de la red de torres de defensa que alertaban de piratas en la costa. Esta torre es la que aparece en el escudo.
El 20 de abril de 1888 Jordi de San Simón, Marqués de Reguer, firmó un plano del caserío que proyectaba edificar en los terrenos inmediatos al mar, situados en la zona de La Marineta, finca de su propiedad y al que iban a dar nombre de Colonia de Nuestra Señora del Carmen. También en este año se crea una aduana de segunda clase en el puerto para permitir exportaciones desde Barcelona.
En 1896 fueron descubiertas las cuevas del Drach por el espeleólogo Eduardo Martel.
En agosto de 1936, durante la guerra civil española, tropas comandadas por el capitán Alberto Bayo intentaron tomar la isla de Mallorca a los militares alzados, iniciando un desembarco (el llamado Desembarco de Mallorca) desde este enclave, rebautizado como Porto Rojo durante los días 16 de agosto al 4 de septiembre de 1936.
Durante las décadas de los 60 y los 80 del siglo XX se producen dos boom turísticos que provocan sendos crecimientos masivos de la población y comercio consolidándose en los 90 como núcleo urbano e importante destino turístico europeo. Al principio del siglo XXI se construyen nuevos centros educativos, sanitarios y culturales.
En septiembre de 2007 se crea una Junta de Distrito en el seno del Ayuntamiento de Manacor, mediante la cual el pueblo dispone de una mayor autonomía, tras muchos años de reivindicación desde la Asociación de vecinos, comerciantes y los habitantes de la localidad.

## Transporte

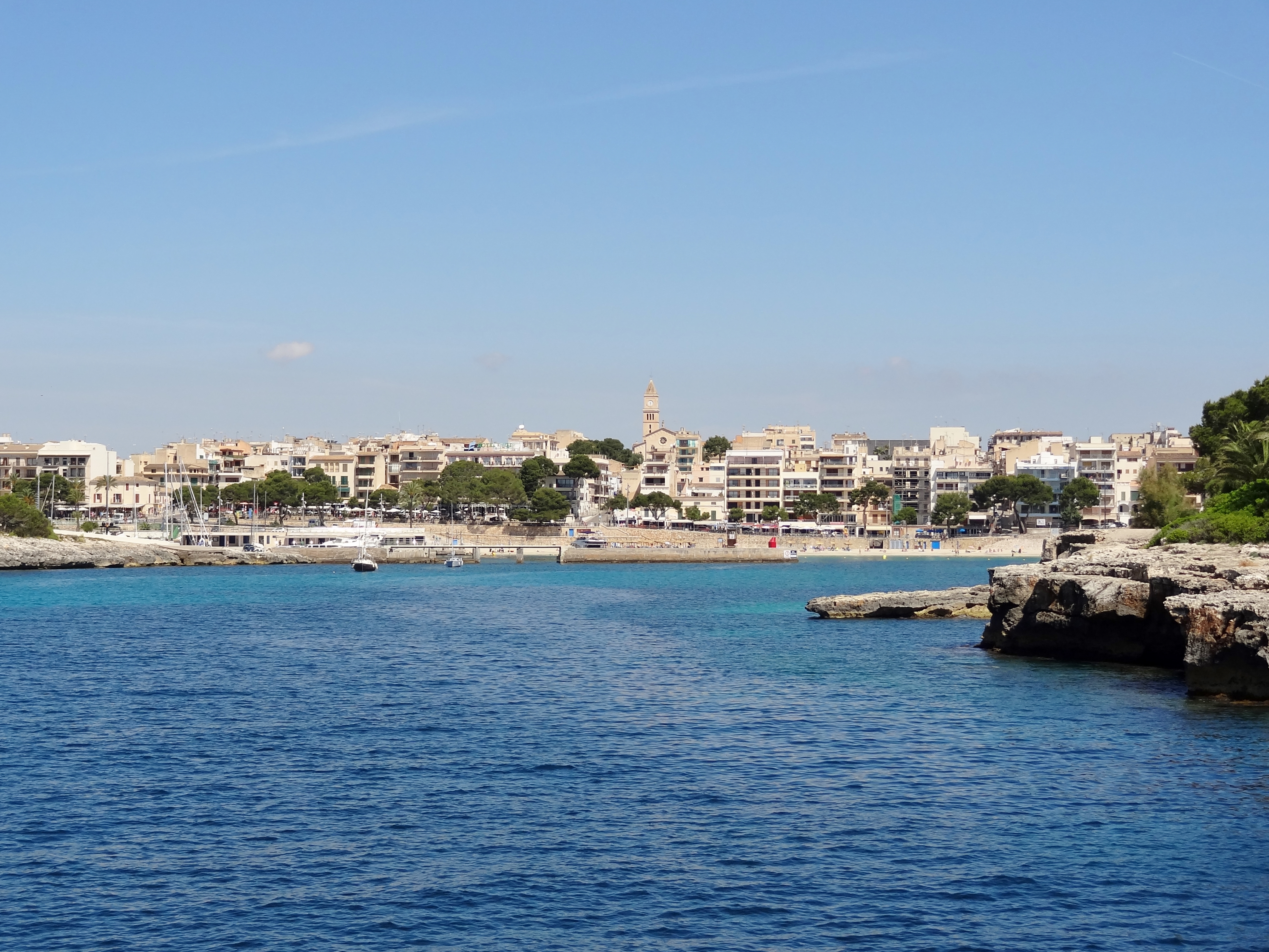
Bahía del Puerto de Manacor.

Existen diversas líneas de autobús que conectan varias poblaciones de la mayor parte de la isla como Palma, Cala Ratjada, Manacor y Cala d'Or.
También existe una parada de taxis en la plaça de s'Aljub así como un servicio de radiotaxi 24 horas.
Está en proyecto que el tren llegue a largo plazo, sin embargo aún no tiene un trazado redactado y se estudian varias alternativas desde la localidad de Son Carrió.

## Equipamientos

### Educación y deportivos

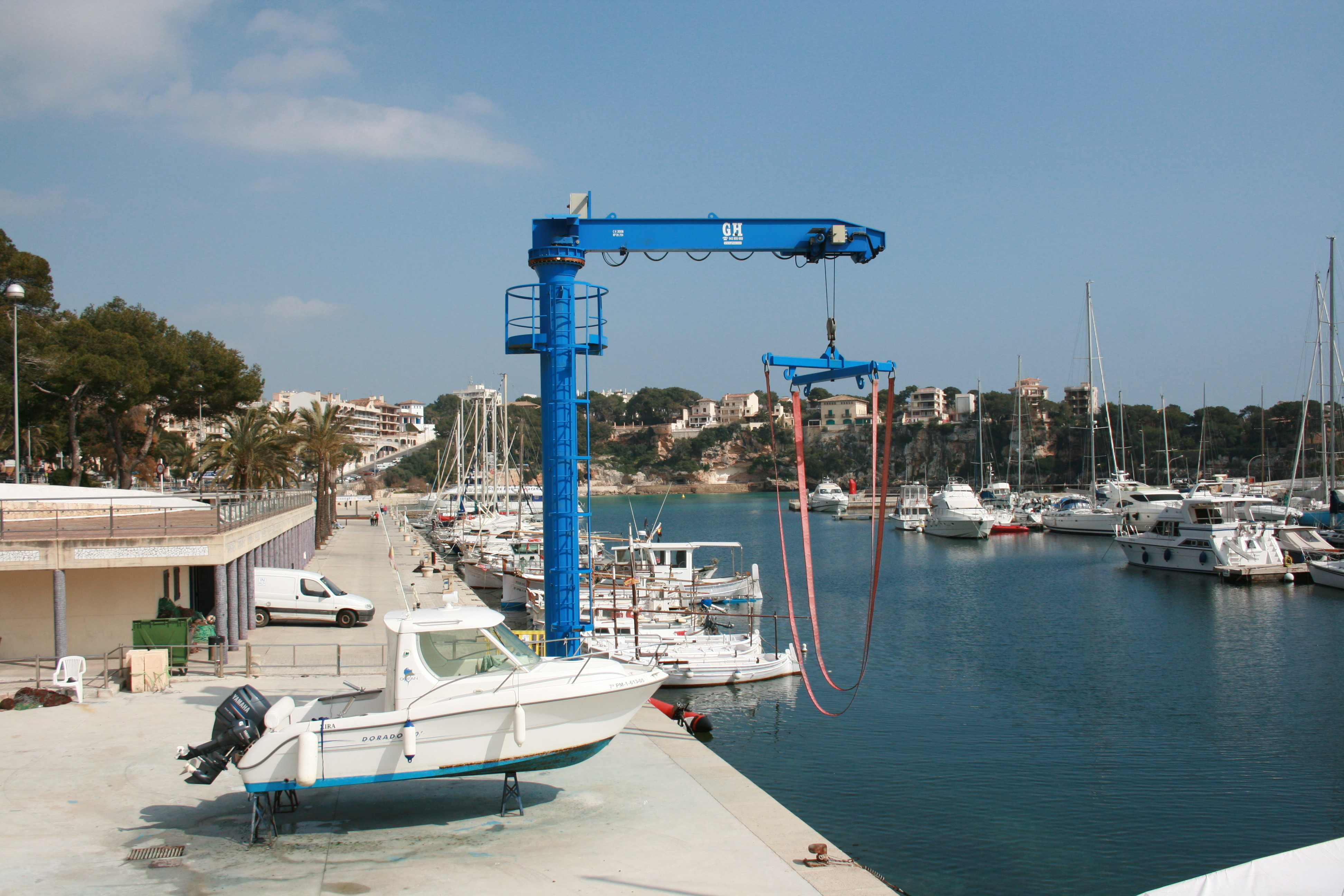

Actualmente hay dos colegios públicos: el CP Ses Comes y el CP Mitjà de Mar, además del instituto de secundaria IES Porto Cristo. Esta en proyecto la construcción de un nuevo colegio por la saturación excesiva de los existentes. Todos los centros son públicos.
Para eventos deportivos esta el campo de fútbol municipal y dos polideportivos. Varios equipos y asociaciones deportivas hacen uso de estas.
El puerto dispone de un club náutico con unos 200 amarres y una asociación de pescadores, así como unos astilleros.

### Sanitarios
Respecto a centros sanitarios existe un centro de salud abierto de lunes a viernes de 9 a 21 h. En los meses de verano se amplía el horario a sábados y domingos. Fuera de este horario para urgencias se debe ir al Hospital de Manacor. existe también un hospital privado, el Hospital de Llevant. El puerto también dispone de un centro de día, una residencia de ancianos de gestión privada, así como un centro de fisioterapia del mismo carácter.
Desde junio de 2013 también cuenta con el primer centro hospitalario privado de la comarca del Levante, el Hospital de Llevant.

### Culturales y seguridad

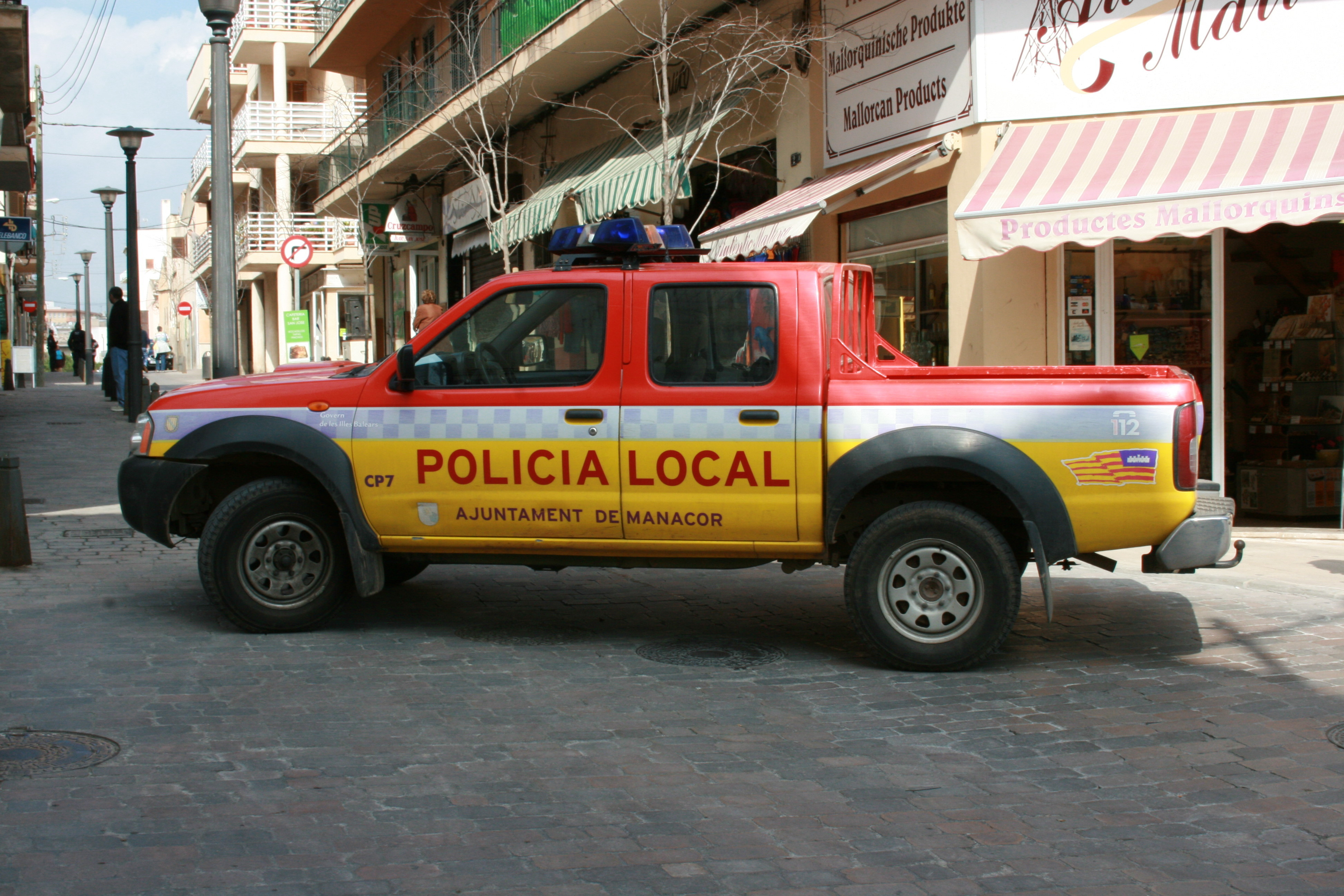
Vehículo de policía local en Porto Cristo

Las oficinas municipales de la calle Gual disponen de una biblioteca, un salón de actos y diversos locales para gestiones municipales. Al lado de éstas tiene su sede la Asociación de la tercera edad Verge del Carme y en otros puntos de la localidad se sitúan los cuarteles de la Guardia Civil (Patrulla Fiscal y Fronteras) y la Policía Local.

## Lugares de interés

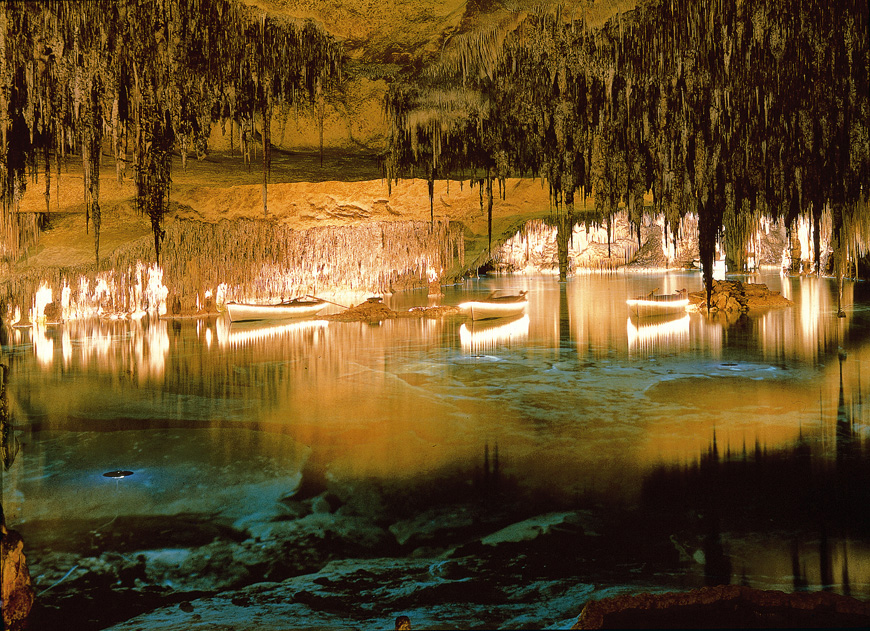
Cuevas del Drach.

- Cuevas del Drach. Conjunto de cuevas naturales subterráneas con un recorrido de 1700 m y con uno de los mayores lagos subterráneos del mundo.
- Cuevas dels Hams. El primer conjunto de cuevas en Mallorca abierto a visitantes desde 1910, con unos 800 m de recorrido y dos pequeños lagos.
- La torre dels Falcons. Una torre de vigilancia del siglo XVI situada al final de la avenida Joan Servera Camps desde la cual hay unas excelentes vistas de la bahía, el faro y las poblaciones costeras más cercanas.
- Basílica de Sa Carrotja. Restos de una basílica paleocristiana del siglo IV.
- Las Cuevas Blancas. Otras cuevas frente al mar que fueron habitadas por pescadores hasta finales del siglo XIX particulares por su color blanquecino a las cual se accede por un paseo que recorre la bahía.
- Cala Petita. Cala virgen de arena a unos 1500 metros del núcleo urbano.
- Cala Murta. Pequeña cala en dirección Cuevas del Drach.

## Otras informaciones de interés
- El día de mercado es el domingo, el cual se instala en el Passeig de la sirena frente el puerto y la playa. Antes estaba delante de la iglesia.
- La festividad local es el 16 de julio en honor a la Virgen del Carmen, patrona del pueblo.